# Andreas Libavius
Andreas Libavius, nato Andreas Libau (Halle, 1555 – Coburgo, 25 luglio 1616), è stato un medico e chimico tedesco.

## Biografia
Frequentò il ginnasio nella sua città natale e dal 1576 studiò all'Università di Wittenberg. Dal 1577 passò a studiare, all'Università di Jena, storia e filosofia. Ivi ottenne la laurea di magister artium. Contemporaneamente assistette alle letture della facoltà di medicina.
Iniziò a lavorare come insegnante, dal 1581 a Ilmenau e dal 1586 a Coburgo. Nel 1588 si trasferì a Basilea dove conseguì la laurea di dottore in medicina. Lo stesso anno rientrò a Jena dove insegnò poesia e storia. Nello stesso tempo sovraintendeva alle dispute sulla medicina. Libavius morì a Coburg mentre ricopriva l'incarico di rettore del ginnasio Casimirianum.

## Visione
In un'indagine sulla professione medica del suo tempo, egli suddivise i medici in galenisti, chemiatri, e paracelsiani. Il secondo gruppo lo suddivise in conservatori ma interessati alla chimica come sorgente di nuovi farmaci: fra questi incluse Philip Ulstadius come figura rappresentativa che si rifaceva ad Avicenna; gli altri, oppositori dei paracelsiani ma cattivi chimici perché ermetisti.
Nel The Rosicrucian Enlightenment Frances Yates scrisse:
Andreas Libavius fu uno di quei chimici che venne influenzato dai nuovi insegnamenti di Paracelso, nel senso che accettava l'uso dei nuovi rimedi chimici in medicina propugnato da Paracelso, pur nel rispetto della tradizione aristotelica e galeniana e rigettando il misticismo di Paracelso. Aristotele e Galeno appaiono sul frontespizio dell'opera più rappresentativa di Libavius, Alchymia, pubblicata a Francoforte sul Meno nel 1596. Libavius criticò i rosacrociani Fama e Confessio in diverse delle sue opere. Basandosi sui testi dei due manifesti, Libavius sollevò serie obiezioni su di esse dal punto di vista scientifico, politico e religioso. Libavius fu fortemente contrario alle teorie di armonia macro-microcosmica, a Magia e Cabala, Hermes Trismegistus (dei cui scritti fece molte citazioni), Agrippa e Trithemius — in breve fu contro la tradizione rinascimentale.

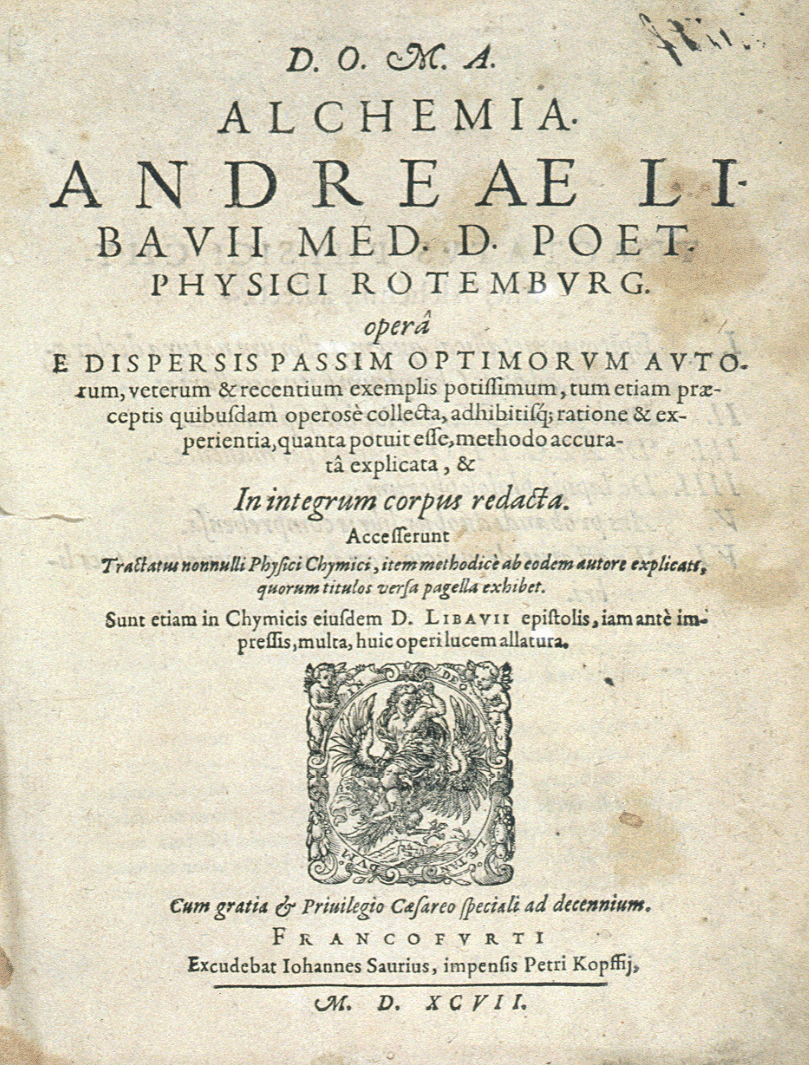
Frontespizio di Alchemia (1597)

Pur essendo in parte di formazione paracelsiana, Libavius attaccò quindi il sistema magico ed ermetico dei Rosacroce ritenendo che la loro alchimia non fosse scientifica.

## Opere
Nel 1597, scrisse il primo sistematico trattato sulla chimica, Alchemia, che conteneva istruzioni per la preparazione di molti acidi. Molti dei suoi scritti vennero pubblicati sotto lo pseudonimo di Basilius de Varna.
Con Syntagma Selectorum Alchymiae Arcanorum del 1611 inaugura una serie di scritti polemici in cui assume posizioni conservatrici contro lo spirito riformatore di paracelsisti, ermetici e rosacrociani, ritenendo che le scienze avessero ormai raggiunto la perfezione.